# 池田瑛紗
池田瑛紗（日语：／ Ikeda Teresa，2002年5月12日—）是一名日本女性偶像，女性偶像团体乃木坂46成員 。出生於東京都，曾就讀於女子学院中学校・高等学校，現就讀東京藝術大學。身高是159公分。

## 簡歷

### 2019年
聽到乃木坂46第22張單曲《想繞遠路回家》後開始喜歡上乃木坂46。

### 2021年
復讀準備應考美術大學。
7月，乃木坂46五期生招募消息發佈的前一周，從電視上看到乃木坂46前成員松村沙友理是在復讀的時候參加乃木坂46一期生的甄選並成功入選，並在朋友的鼓勵下參加選拔。

### 2022年
2月1日，通過最終審查成為乃木坂46成員 。
3月19日，公佈了個人資訊。
3月23日，乃木坂46第29張單曲《Actually…》正式發售，參與了五期生曲《絕望前的一秒》，並於Type-A DVD中公開了個人紀錄片。
3月28日，於官方網站公佈了詳細的個人簡介。
4月27日，在第二回五期生見面會中亮相。
10月25日，被選為綜藝節目《小峠英二的多麼美啊！》的常規嘉賓。

### 2023年
2月23日，在橫濱體育館舉行的乃木坂46「乃木坂46 11th YEAR BIRTHDAY LIVE」中首次公佈及演唱將在3月22日發行的乃木坂第32首單曲收錄的五期生曲《違心之事》（心にもないこと）中，並首次擔任歌曲Center，該歌曲收錄在同年3月29日發行的第32張單曲《人們終將再度追夢》(人は夢を二度見る)中。
3月26日，在個人部落格中發表了考入東京藝術大學的消息，並於4月入學。
8月23日，乃木坂46第33張單曲《獨自一人的天堂》正式發售，首次進入乃木坂的單曲選拔。
9月1日，開始定期出現在J-WAVE的廣播節目《INNOVATION WORLD》中的「KYOCERA TECHNOLOGY COLLEGE」環節。
10月13－15日，出席《INNOVATION WORLD FESTA 2023》。
11月，被選為《第15屆澀谷藝術節2023》的參展藝術家，並在「忠犬八公誕生100年特別企劃～『搜尋！ART八公100變化AR圖章拉力賽』」的企劃中展出了作品。

### 2024年
1月，於《笑藝術大廈和10位居民展》展出在《小峠英二的多麼美啊！》節目中所創作的不同作品。
3月23日，當選為偶像雜誌《UP to boy》第337卷的封面。
4月12－29日，出演乃木坂46五期生主演的舞台劇《乃木坂46「第五代」版舞台劇《美少女戰士》2024，舞台劇以美少女戰士為主題，擔任「Team MOON」當中的 愛野美奈子。

### 2025年
- 於乃木坂46第38張單曲《臍橙》任福神。

- 於乃木坂46第39張單曲《Same numbers》任福神。

## 人物

### 個人
- 暱稱：Teresa醬（てれさちゃん）[18]、Teresa Panda（てれさぱんだ）[19]、Terepan(てれぱん)
- 最喜歡的漫畫：進撃的巨人[18]、新世紀福音戰士[18]。
- 最喜歡秋天[19]。
- 喜歡的食物：蕪菁[20]、照燒漢堡[21]、咕嚕肉[21]、乾燒明蝦[21]、芝麻球[21]、軟法國麵包[21]、蝦[4]。
- 不喜歡的食物：番茄[20]。
- 最喜歡的詞句：人は必要な時に必要な人に出会う[20]。
- 最喜歡的小說：上橋菜穗子的《獸之奏者》[21]。
- 優點：永遠不會忘記曾經見過的人[4]。
- 缺點：害羞[4]。
- 最喜歡的顏色：黑色[4]。
- 是家裡最小的成員[註 2]。
- 自4歲起至11歲，一直在學習芭蕾舞[註 2]。
- 興趣：繪畫[18]、看漫畫、看恐怖遊戲的直播[6]。
- 特技：當籃球評判[6]。
- 因為想改變自己室內派的性格，初高中6年都參加了籃球社團[6]。
- 最喜歡的動物：喜馬拉雅小貓熊[6]。
- 想見到的歷史偉人：李安納度·達文西、瑪麗·安東妮[6]。
- 手掌很小[6]。

### 乃木坂46
- 是五期生中最年長的[6]。
- 應援色：綠色和白色[6]。
- 最喜歡的成員：西野七瀨[6]。
- 憧憬的成員：西野七瀨、早川聖來、賀喜遙香[6]。
- 最喜歡的MV：第11張單曲《生命如此美好》的西野七瀨獨唱曲《抱歉呢…一直以來…》[20]。
- 最喜歡的歌曲：第13張單曲《此刻，想說話的對象》[註 2]、第12張單曲《太陽敲敲門》的收錄曲《羽毛的記憶》[4]。
- 最喜歡的歌詞：第11張單曲《生命如此美好》裡的「永遠ではないもの 花の儚さに似て その一瞬 一瞬が 生きてる意味」及欅坂46第3張單曲《兩人季節》裡的「一瞬の光が重なって 折々の色が四季を作る そのどれが欠けたって 永遠は生まれない」[註 2]。

## 作品

### 音樂單曲
乃木坂46
| #    | 發行日期      | 單曲名稱           | 參與歌曲名稱               | MV | 備註     |
| ---- | ------------- | ------------------ | -------------------------- | -- | -------- |
| 29th | 2022年3月23日 | Actually…          | 絕望前一秒                 | ★  | 出道作品 |
| 30th | 2022年8月31日 | 喜歡是件搖滾的事！ | 像撕下創可貼一般的分手方式 | ★  |          |
| 31st | 2022年12月7日 | 不存在於此的事物   | 17分鐘                     | ★  |          |
| 32nd | 2023年3月29日 | 人們終將再度追夢   | 漣漪不復返                 | ★  |          |
| 32nd | 2023年3月29日 | 人們終將再度追夢   | 違心之事                   | ★  | Center   |
| 33rd | 2023年8月23日 | 獨自一人的天堂     | 獨自一人的天堂             | ★  | 選拔     |
| 33rd | 2023年8月23日 | 獨自一人的天堂     | 某人的肩膀                 |    |          |
| 33rd | 2023年8月23日 | 獨自一人的天堂     | 試著不去想                 | ★  |          |
| 34th | 2023年12月6日 | Monopoly           | Monopoly                   | ★  | 十一福神 |
| 34th | 2023年12月6日 | Monopoly           | 總有一天，那首歌…          | ★  |          |
| 35th | 2024年4月10日 | 機會平等           | 機會平等                   | ★  | 選拔     |
| 35th | 2024年4月10日 | 機會平等           | 「掰掰」令人痛苦           | ★  |          |
| 35th | 2024年4月10日 | 機會平等           | 分福茶釜                   |    |          |
| 36th | 2024年8月21日 | 放縱日             | 放縱日                     | ★  | 十一福神 |
| 36th | 2024年8月21日 | 放縱日             | 那道光                     |    |          |
| 36th | 2024年8月21日 | 放縱日             | 不黏人的小貓               |    |          |
| 36th | 2024年8月21日 | 放縱日             | 宣洩狂熱的方式             | ★  |          |

### 影像作品
乃木坂46
| 發行日期 | 發行日期 | 影像名稱                                  | 商品編號                                                    | 備註                                             |
| -------- | -------- | ----------------------------------------- | ----------------------------------------------------------- | ------------------------------------------------ |
| 2022年   | 3月23日  | 5期生 Documentary 池田瑛紗                | SRCL-12100/1，JAN 4547366549058                             | 乃木坂46第29張單曲《Actually…》的個人紀錄片      |
| 2022年   | 8月31日  | 30th 池田瑛紗 個人PV《不能不管》          | SRCL-12210/1，JAN 4547366549058                             | 乃木坂46第30張單曲《喜歡是件搖滾的事！》的個人PV |
| 2023年   | 1月27日  | 新・乃木坂スター誕生! 第1巻               | VPXF-72026，JAN 4988021720267                               |                                                  |
| 2023年   | 2月22日  | 乃木坂46 10th YEAR BIRTHDAY LIVE          | SRXL-400/SRBL-2110，JAN 4547366594324、JAN 4547366594447    |                                                  |
| 2023年   | 3月29日  | 32nd 池田瑛紗 個人PV《決鬥》              | SRCL-12486/7，JAN 4547366607338                             | 乃木坂46第32張單曲《人們終將再度追夢》的個人PV   |
| 2023年   | 5月12日  | 新・乃木坂スター誕生! 第2巻               | VPXF-72027，JAN 4988021720274                               |                                                  |
| 2023年   | 8月4日   | 新・乃木坂スター誕生! 第3巻               | VPXF-72028，JAN 4988021720281                               |                                                  |
| 2023年   | 8月23日  | 33rd 池田瑛紗 個人PV《某個女人》          | SRCL-12620/1，JAN 4547366626612                             | 乃木坂46第33張單曲《獨自一人的天堂》的個人PV     |
| 2023年   | 10月25日 | NOGIZAKA46 ASUKA SAITO GRADUATION CONCERT | SRXL-430/SRBL-2170，JAN 4547366631012、JAN 4547366631098    |                                                  |
| 2023年   | 11月10日 | 新・乃木坂スター誕生! 第4巻               | VPXF-72029，JAN 4988021720298                               |                                                  |
| 2024年   | 2月21日  | 乃木坂46 11th YEAR BIRTHDAY LIVE 5DAYS    | SRXL-480/SRBL-2220/30，JAN 4547366660128、JAN 4547366660135 |                                                  |
| 2024年   | 4月10日  | 超・乃木坂スター誕生! 第1巻               | VPXF-72062，JAN 4988021720625                               |                                                  |

## 演出

### 舞台劇
- 乃木坂46「第五代」版舞台劇《美少女戰士》2024（2024年4月12日 - 29日、IMM THEATER）飾演 愛野美奈子（Team MOON）[17]

### 廣播節目
- RECOMMEN!（日语：レコメン!）（2022年9月14日，文化放送）- 嘉賓出演[22]
- Radirer! Sunday（日语：らじらー!）（；2022年9月18日，NHK廣播1台）- 嘉賓出演[23]
- INNOVATION WORLD（日语：INNOVATION WORLD）（2023年9月1日－，J-WAVE）- 常規出演[24]

### 電視節目
- 夜バゲット（2022年6月11日、7月8日，NTV）- 嘉賓出演[25][26]
- 小峠英二的多麼美啊！（2022年10月20日－，TOKYO MX）- 常規出演[27]

### 活動
- J-WAVE INNOVATION WORLD FESTA 2023（2023年10月13日 - 15日、虎之門之丘・六本木新城）總主辦 [14]
- 「第15屆澀谷藝術節2023」企劃「忠犬八公誕生100年特別企劃～『搜尋！ART八公100變化AR圖章拉力賽』」（2023年11月6日 - 11月12日、西武澀谷店）[15]
- 「笑藝術公館及10位居民作品展」（2024年1月19日 - 2月18日、DESIGN FESTA GALLERY 原宿 EAST館）[16]

### 註解
1. ↑  Teresa Panda的簡稱
2. 1 2 3 4 5 6 7  乃木坂46 第29張單曲Actually…裡，Type-A DVD的個人紀錄片中透露

## 外部連結
- 池田瑛紗的Instagram帳戶（2025年-）（日語）
- 乃木坂46 池田瑛紗 公式プロフィール - 乃木坂46公式サイト （页面存档备份，存于） - 乃木坂46公式サイト
- 乃木坂46 5期生 公式ブログ （页面存档备份，存于） - 乃木坂46公式サイト（2022年4月28日 - 2023年1月31日）
- 乃木坂46 池田瑛紗 公式ブログ （页面存档备份，存于） - 乃木坂46公式サイト（2023年2月1日 - ）
- 乃木坂46 5期生お披露目特設サイト　池田 瑛紗 （页面存档备份，存于）
- 池田 瑛紗（乃木坂46）的SHOWROOM專頁
- 池田瑛紗：出演配信番組 -  TVer
- 池田瑛紗 （页面存档备份，存于） - Oricon TV出演情報